# Strongylosoma escherichi
Strongylosoma escherichi är en mångfotingart som först beskrevs av Karl Wilhelm Verhoeff.  Strongylosoma escherichi ingår i släktet Strongylosoma och familjen orangeridubbelfotingar. Inga underarter finns listade i Catalogue of Life.